# Aleksandrów (gmina w województwie lubelskim)
Aleksandrów – gmina wiejska w województwie lubelskim, w powiecie biłgorajskim. Siedziba władz gminy to Aleksandrów.
W latach 1992–1998 gmina położona była w województwie zamojskim.  W latach 1973–1991 w gminie Józefów.
Gmina sąsiaduje od północy z gminą Tereszpol, od zachodu z gminą Biłgoraj, od wschodu z gminą Józefów, od południowego zachodu z gminą Księżpol.
Zabudowania Aleksandrowa są rozciągnięte na długość ok. 9,1 km wzdłuż drogi wojewódzkiej nr 853 łączącej Biłgoraj z Tomaszowem Lubelskim. Numery domów kończą się tutaj na liczbie 805.
Według danych z 31 grudnia 2006 gminę zamieszkiwały 3194 osoby.
W wyborach parlamentarnych w 2007 w gminie Aleksandrów padł rekord poparcia dla LPR. Za tą partią opowiedziało się 11,7% mieszkańców
gminy.

## Historia
Gmina Aleksandrów powstała 1 stycznia 1992 z zachodniej części gminy Józefów.

(1867–1954)

(1954-1972) 

(1973-1991) 

## Struktura powierzchni
Według danych z roku 2002 gmina Aleksandrów ma obszar 53,22 km², w tym:
- użytki rolne: 63%
- użytki leśne: 32%

Gmina stanowi 3,17% powierzchni powiatu.
Aleksandrów i jej okolice leżą na Równinie Puszczańskiej na wysokości 220 m n.p.m. Od strony zachodniej i północnej graniczy z wielkim kompleksem Puszczy Solskiej, od strony południowej wąski pas lasu oddziela wieś od rzeki Tanwi, od wschodu sięga po rzekę Szum. Gmina Aleksandrów ma obszar 53,22 km², (w tym: użytki rolne: 63%, użytki leśne: 32%).

## Demografia

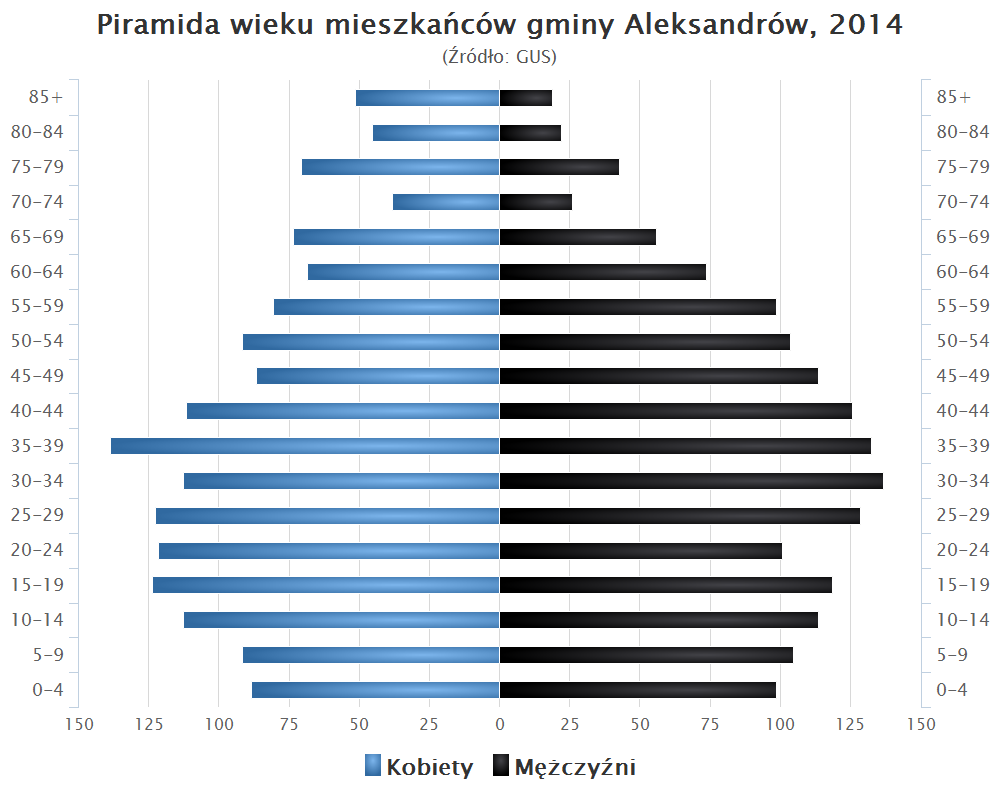
Piramida wieku mieszkańców gminy Aleksandrów w 2014 roku

Dane z 30 czerwca 2004:
| Opis                              | Ogółem | Ogółem | Kobiety | Kobiety | Mężczyźni | Mężczyźni |
| --------------------------------- | ------ | ------ | ------- | ------- | --------- | --------- |
| jednostka                         | osób   | %      | osób    | %       | osób      | %         |
| populacja                         | 3181   | 100    | 1593    | 50,1    | 1588      | 49,9      |
| gęstość zaludnienia (mieszk./km²) | 59,8   | 59,8   | 29,9    | 29,9    | 29,8      | 29,8      |

## Sołectwa
- Aleksandrów I, Aleksandrów II, Aleksandrów III, Aleksandrów IV[2]

Miejscowościami podstawowymi bez statusu sołectwa są: Bukowiec, Dąbrowa, Margole, Podlas, Sigła, Trzepietniak.

## Sąsiednie gminy
Biłgoraj, Józefów, Księżpol, Łukowa, Tereszpol